# Williams, Western Australia
Williams är en ort i Australien. Den ligger i kommunen Williams Shire och delstaten Western Australia, omkring 150 kilometer sydost om delstatshuvudstaden Perth. Antalet invånare är 607.
Trakten runt Williams är nära nog obefolkad, med mindre än två invånare per kvadratkilometer..
Trakten runt Williams består till största delen av jordbruksmark. Genomsnittlig årsnederbörd är 636 millimeter. Den regnigaste månaden är september, med i genomsnitt 127 mm nederbörd, och den torraste är februari, med 7 mm nederbörd.